# Leopold Dobiasz
Leopold Dobiasz (ur. 11 listopada 1887 w Smolance, zm. 18 maja 1949 w Zielonej Górze) – pułkownik lekarz weterynarii doktor Wojska Polskiego.

## Życiorys
Urodził się w rodzinie Adolfa i Józefy z d. Nossek. Brat Heleny (ur. 1886) i Marii Heleny (ur. 1889). Ukończył I Wyższą Szkołę Realną w Krakowie. Następnie podjął studia na Akademii Medycyny Weterynaryjnej we Lwowie. Po wybuchu I wojny światowej wstąpił do Legionów Polskich 10 sierpnia 1914. Wpierw został skierowany do 1 pułku piechoty w składzie I Brygady, po czym odkomenderowany do kawalerii legionowej i służył w 2 pułku ułanów. Został mianowany chorążym weterynarii 1 lipca 1916. Później służył w stopniu podporucznika weterynarii.
Po odzyskaniu przez Polskę niepodległości w 1918 wstąpił do Wojska Polskiego. Został awansowany do stopnia kapitana weterynarii. Podczas wojny polsko-bolszewickiej był przydzielony do Naczelnego Dowództwa Wojska Polskiego. Awansowany do stopnia majora weterynarii ze starszeństwem z dniem 1 czerwca 1919. Służył na stanowisku starszego lekarza weterynarii w 5 pułku artylerii polowej w garnizonie Lwów. 15 sierpnia 1925 mianowany do stopnia podpułkownika weterynarii. Od 1 listopada 1925 pełnił funkcję komendanta Okręgowego Szpitala Koni nr VI we Lwowie. Od 31 grudnia 1927 sprawował stanowisko naczelnego lekarza weterynarii w Dowództwie Okręgu Korpusu Nr VI we Lwowie. 2 grudnia 1930 roku Prezydent Rzeczypospolitej Ignacy Mościcki nadał mu stopień pułkownika ze starszeństwem z dniem 1 stycznia 1931 roku i 1. lokatą w korpusie oficerów weterynaryjnych, w grupie lekarzy. Jednocześnie zezwolił mu na nałożenie oznak nowego stopnia przed 1 stycznia 1931 roku. W 1931 uzyskał także tytuł naukowy doktora weterynarii. W tym roku ukazała się jego publikacja pt. Działanie zabiegów operacyjnych przy wwinięciu powiek.
W styczniu 1931 został wybrany prezesem zarządu Lwowskiego Oddziału Zrzeszenia Lekarzy Weterynaryjnych Rzeczypospolitej Polskiej. Podczas XIV Zjazdu Lekarzy i Przyrodników Polskich w Poznaniu 12 września 1933 został członkiem zarządu głównego Zrzeszenia Lekarzy Weterynaryjnych RP. W połowie 1937 uczestniczył w XV Zjeździe Lekarzy i Przyrodników Polskich we Lwowie.
Od 1938 do 1939 pełnił funkcję Głównego Inspektora Weterynarii w Ministerstwie Rolnictwa i Reform Rolnych.
Zmarł 18 maja 1949 w Zielonej Górze. Spoczywa obok żony Izabeli (1899–1995) na cmentarzu Grabiszyńskim we Wrocławiu (pole 5-6-736).

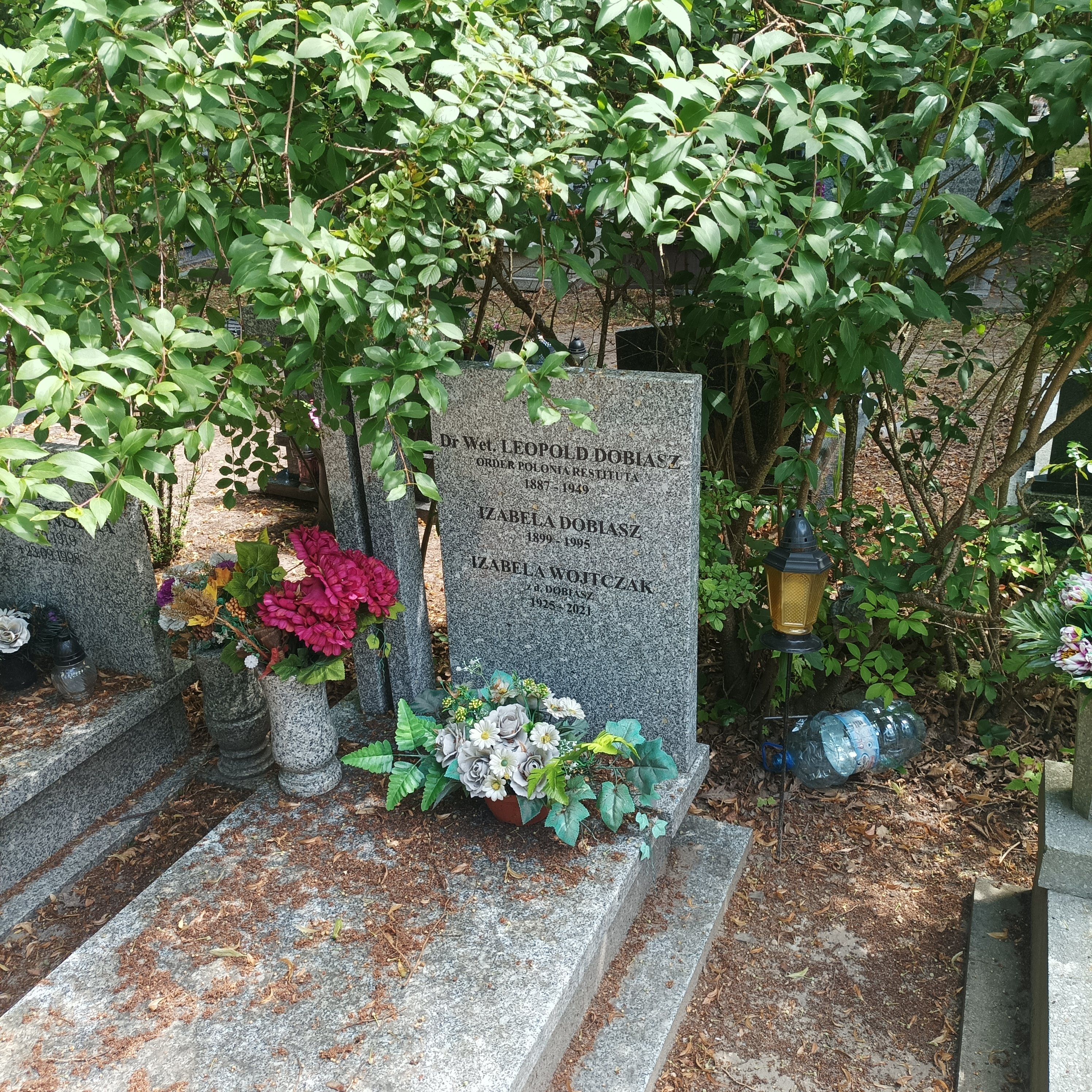
Grób płka Leopolda Dobiasza na Cmentarzu Grabiszyńskim

## Ordery i odznaczenia
- Krzyż Niepodległości (24 października 1931)[10]
- Krzyż Oficerski Orderu Odrodzenia Polski (11 listopada 1937)[11]
- Złoty Krzyż Zasługi (10 listopada 1928)[12]